# Крива ябука
Крива ябука (на македонска литературна норма: Крива Јабука) е бивше село в североизточната част на Северна Македония.

## География
Селото е било разположено на територията на днешната община Кратово, югозападно от град Кратово в южното подножие на Осогово. Състои се от две махали – Горна Крива ябука и Долна Крива ябука.

## История
В XIX век Крива ябука е малко българско село в Кратовска кааза на Османската империя. Според статистиката на Васил Кънчов („Македония. Етнография и статистика“) от 1900 година Крива Ябука има 25 жители, всички българи християни.
Цялото население на селото е под върховенството на Българската екзархия. По данни на секретаря на екзархията Димитър Мишев (La Macédoine et sa Population Chrétienne) в 1905 година в Крива Ябълка (Kriva Yabalka) има 16 българи екзархисти.

## Личности
Родени в Крива ябука
- Пано Иванов (? – 25 май 1925), български революционер, деец на ВМРО[4]